# Día Internacional contra el Tráfico Ilícito de Bienes Culturales
El Día Internacional contra el Tráfico Ilícito de Bienes Culturales es una jornada que se celebra cada 14 de noviembre desde 2020, fue proclamada por la UNESCO en 2019.

## Proclamación
El Día Internacional contra el Tráfico Ilícito de Bienes Culturales fue proclamado por la UNESCO el 26 de noviembre de 2019, durante su 40ª Conferencia General. La proclamación de este día tiene como objetivo principal concienciar al mundo sobre el tráfico ilícito de bienes culturales, un delito que, según la UNESCO, afecta gravemente la identidad, la historia y la cultura de las naciones. Además, busca fomentar la cooperación internacional para combatir este delito, destacando la importancia de la Convención de 1970 de la UNESCO, que establece directrices para prevenir el robo y saqueo de bienes culturales y facilitar su devolución y retorno.

## Celebración
La jornada se conmemora el 14 de noviembre de cada año. Esta fecha coincide con el aniversario de la adopción de la Convención de la UNESCO en 1970. La primera celebración tuvo lugar en 2020, marcando el inicio de una serie de actividades orientadas a aumentar la sensibilización sobre el tema. Entre las actividades típicas de este día se incluyen conferencias, talleres y campañas que involucran a gobiernos, instituciones culturales, el mercado del arte y el público en general. Estas actividades buscan informar sobre la importancia de la ética en la compra y venta de bienes culturales y la necesidad de ejercer la debida diligencia en la verificación de la procedencia de los objetos culturales.